# コアミックス
株式会社コアミックス（英: Coamix Inc.）は、漫画雑誌・コミックス・書籍の出版やデジタルコンテンツの制作・配信などを主な事業とする日本の企業。

## 概要
元『週刊少年ジャンプ』編集長の堀江信彦および漫画家の原哲夫、北条司、次原隆二、声優の神谷明、 元『月刊少年ジャンプ』編集長の根岸忠らが参加し、2000年6月14日に設立。原らはいずれも『ジャンプ』時代の担当が堀江だった。
設立にあたって資本金は堀江、原、北条が各1000万円を出資。さらに新潮社が33.4%の2800万円を出資する株主となった。
社名はコミックスとアニメーションに由来。

## 沿革
- 2000年6月14日 - 元『週刊少年ジャンプ』編集長の堀江信彦（代表取締役）および漫画家の原哲夫、北条司、次原隆二、声優の神谷明、 元『月刊少年ジャンプ』編集長の根岸忠らが参加し設立。
- 2001年5月 - 新潮社をパートナーとして『週刊コミックバンチ』を創刊。
- 2002年
  - 8月 - 月刊漫画雑誌『RAIJIN COMICS』でアメリカ市場に進出（2004年6月に廃刊）
  - 10月 - 『RAIJIN COLLECTION』を創刊してコンビニコミックスの出版に参入。
- 2004年7月 - 著作権管理運営やアニメ製作などを目的として、株式会社ノース・スターズ・ピクチャーズ設立。
- 2005年6月 - 『森の戦士ボノロン』で絵本出版に参入し、セブン銀行のもと全国のセブン-イレブン等で無料配布。
- 2009年
  - 11月 - 「空間の漫画雑誌」をコンセプトにした喫茶店「CAFE ZENON」を開業。
  - 11月 - メディアドゥと提携し、モバイルサイト『週刊モバイルバンチ』を開設[1]。
- 2010年
  - 8月 - 『週刊コミックバンチ』の編集業務終了。
  - 10月 - 徳間書店をパートナーに『月刊コミックゼノン』（編集：コアミックス、発行：ノース・スターズ・ピクチャーズ、発売：徳間書店）を創刊。
- 2011年
  - 3月 - 単行本レーベル『ゼノンコミックス』を創刊
  - 11月 - 飲食店の経営・プロデュース、不動産管理を目的として、株式会社じぞう屋を設立。
- 2012年
  - 国際漫画賞「サイレントマンガオーディション」を開催。
  - 10月 - ウェブ漫画サイト『WEBコミックぜにょん』を開設。
  - 12月 - 本社屋となる自社ビル「吉祥寺じぞうビル」竣工。
- 2013年
  - 6月 - 京都市中京区の旧本能寺跡地に自社ビル「京都元本能寺ビル（信長茶寮）」竣工。
  - 3月 - 吉祥寺じぞうビルの隣接地に「第2吉祥寺じぞうビル」竣工。
- 2017年
  - 4月 - 「熊本国際漫画祭」を開催[2]。
  - 6月 - スマートフォン向け漫画アプリ『マンガほっと』の配信開始[3]。
- 2018年
  - 4月 - 女子向けウェブ漫画サイト『コミックタタン』を開設[4]。
  - 10月 - 株式会社熊本コアミックスを設立[5]。同月31日、熊本県熊本市中央区の鶴屋百貨店熊本本店WING館7階に編集分室「コアミックスまんがラボ」を開設[6]。
  - 11月 - CAFE ZENONの隣接地に居酒屋「ZENON SAKABA」を開業[7]。
- 2019年
  - 1月 - 竹書房をパートナーに「バンブーコミックス タタン」（編集：コアミックス、発行：ノース・スターズ・ピクチャーズ、発売：竹書房）を創刊[8]。
  - 10月 - 「月刊コミックゼノン」「WEBコミック ぜにょん」「コミックタタン」のサイトを統合したWEB漫画サイト『ゼノン編集部』にリニューアル[9]。
- 2020年
  - 3月25日 - 出版物を自社発売に移管[10]
  - 4月1日 - 出版事業（発行）と版権管理事業を行う株式会社ノース・スターズ・ピクチャーズと合併[11]。
  - 9月 - 女性だけで構成する「096k熊本歌劇団」創立。
  - 12月 - 熊本県高森町に第二本社開設。
- 2021年
  - 4月 - 新しい熊本の食フリーマガジン「pomodoro（ポモドーロ）」を創刊。
  - 9月 - 高森町、熊本県教育委員会、熊本県立高森高等学校と、「マンガを活用した高森高校の魅力向上に関する協定書」（高森高校の漫画関連学科設立）を熊本県庁で締結[12]。
  - 11月 - WEBブラウザ版マンガアプリ「マンガほっとWEB」のサービス開始。
- 2022年1月20日 - 「タタンコミックス（バンブーコミックス タタン）」を自社発売に移管し「ゼノンコミックスタタン」に装刊[13]
- 2023年11月30日 - CAFE ZENONとZENON SAKABAの事業形態を見直すため同日を以て閉店し、店舗は長期工事を行う。
- 2024年3月18日 - 上記CAFE ZENONとZENON SAKABAの特性を併せ持つ「GALLERY ZENON」としてリニューアルオープン。

## 発行物

### 雑誌
- 月刊コミックゼノン

### コミックス
- ゼノンコミックス
- ゼノンコミックス タタン

### WEB漫画サイト
- ゼノン編集部

### 漫画アプリ
- マンガほっと

## 集英社との関係
『週刊少年ジャンプ』編集長退任後、集英社を退職した堀江や、集英社の漫画雑誌に連載していた漫画家達がスピンアウトした会社である。堀江の退社にあたって集英社の慰留はなかったが、集英社の広報室は円満退社であるとコメントを出すなど、両社間に表立った係争は見られない。コアミックスでは新人賞の審査員に『ジャンプ』の連載作家を招聘するなどしている。
かつて『ジャンプ』に連載された漫画のうち、コアミックスが著作権を管理している作品の完全版やコンビニコミックは集英社以外の出版社からの発行であるが、過去に集英社から出た愛蔵版コミックスや文庫版などの一部は2010年1月現在も集英社より発売されている。
稀勢の里が横綱土俵入りする際の化粧まわしの絵柄『北斗の拳』を提供している（露払い・松鳳山、太刀持ち・高安）。

## 新潮社出資の経緯
創業者の堀江信彦と原哲夫は、『週刊少年ジャンプ』で、作家・隆慶一郎原作の小説を『花の慶次』として漫画化。隆の没後、隆の著作を出版していた新潮社の担当編集と堀江らが隆をしのぶ会を毎年開催していた。その後、堀江が集英社を退社した際に新潮社から入社の誘いがあったが、堀江はそれを断り、起業したコアミックスへの出資という形で協力することになった。

## 後進の育成
2018年4月9日、沖縄県那覇市に吉本興業が企画・設立した学校法人「沖縄ラフ&ピース専門学校」が開校。コアミックスはクリエイティブ学科・マンガコースに全面協力しており、レジェンド講師として代表の堀江信彦、漫画家の次原隆二、富沢順、編集部員らが講師として教壇に立っている。

## その他
- 2022年1月18日、サラメシの「新入社員スペシャル」にてトーハンとの打ち合わせの様子が放映された[19]。